# 任质斌
任质斌（1915年7月—1998年12月22日），原名任知斌，男，山东即墨人，中华人民共和国政治人物。

## 生平
1929年后在北平平民大学、中国大学学习。1932年加入中国共产主义青年团。后抵达中央苏区任反帝总同盟会代主任，1933年调任《红色中华》报社编辑，后任秘书长。1934年加入中国共产党。1934年10月参加长征，先后在红九军团政治部宣传部、中央红军政治部《红心报》、红三军团政治部《火线报》任宣传、编辑等职。中日战争爆发后，任中共镇原中心县委书记，后任中共豫南省委副书记。1939年，任新四军豫鄂挺进纵队政治部主任兼纵队代政治委员。1941年，任新四军第五师兼鄂豫皖湘赣军区政治部主任等职位。
第二次国共内战期间，任中共中央中原局委员，中原军区副政治委员、第二纵队政治委员，中共中央华东局政治研究室副主任，华东局宣传部部长，中共中央山东分局委员，中共淄博特委书记。
中华人民共和国成立后，任中共中央山东分局委员兼秘书长，中共青岛市委书记、山东省委宣传部部长、山东省人民委员会秘书长、中共山东省委党校校长、中共安徽省委书记处书记兼省委秘书长。文化大革命初期（1966年至1970年）遭受迫害。1970年至1973年任安徽省人民保卫组副组长。1973年2月至1975年12月任安徽省高级人民法院院长、党的核心小组组长。1973年5月起任中共安徽省委常委（至1979年12月）、安徽省革委会常委。1975年8月至1977年12月任中共安徽省委统战部部长。1977年12月至1979年12月任中共安徽省委秘书长。1980年1月至1982年5月任国家文物事业管理局局长、党组书记。
任质斌是中国人民政治协商会议第五届全国委员会常务委员（1980年9月增选）、中共第十一届中央候补委员，中共十二大、十三大中央顾问委员会委员。